# البزخة (الشاهل)

تعديل مصدري - تعديل

البزخة هي إحدى قرى عزلة الامرور بمديرية الشاهل التابعة لمحافظة حجة، بلغ تعداد سكانها 129 نسمة حسب تعداد اليمن لعام 2004.